# Sonic Dreams Collection
Sonic Dreams Collection (с англ. — «Коллекция Снов Соника») — компьютерная игра 2015 года, разработанная Arcane Kids для OS X и Windows. Это неофициальная игра, основанная на игровой франшизе Sonic the Hedgehog. В ней собраны четыре мини-игры, представленные как «незавершенные игры о Сонике». Сама игра является психологическим хоррором, высмеивающей современный фэндом Соника. В данном проекте мини-игры описываются как игры, разработанные несуществующей компанией Sega studio для консоли Dreamcast в конце 1990-х годов.
Игра возникла на основе концепций, созданных несколькими людьми во время мероприятия на тему Соника в день святого Валентина на сайте обмена играми «Glitch City». Она была выпущена как бесплатное ПО 10 августа 2015 года вместе с сатирическим пресс-релизом, в котором утверждается, что его содержимое было обнаружено в Dreamcast комплект для разработки программного обеспечения «Arcane Kids», купленном на eBay в 2013. «Sonic Dreams Collection» быстро привлекла внимание многих журналистов видеоигр, которые были заинтригованы его абсурдным характером и содержанием. Они охарактеризовали игру как страшную и причудливую, но посчитали, что это работа, которая должна заинтересовать большинство людей, и отметили её, как комментарий к фэндомам сериала. Geek.com назвал «Sonic Dreams Collection» лучшей игрой 2015 года.

## Геймплей
В «Sonic Dreams Collection» игрок выбирает одну из четырёх однопользовательских пародийных мини-игр, основанных на игровой франшизе Sega «Sonic the Hedgehog». Хоть и неофициально, мини-игры представлены как настоящие, незаконченные игры по «Сонику» для Dreamcast, разработанные MJSTUDIO, несуществующей Sega development studio в конце 1990-х. Они перечислены в том порядке, в котором они, как утверждается, были разработаны, с предоставлением вымышленной истории развития.
- «Make My Sonic» — глючная программа для создания персонажа, в которой игрок изменяет внешний вид модели Соника. Игрок может изменить свою окраску, изменить размер и положение своих конечностей. После этого он выбирает случайно сгенерированное имя.[3]. Снимок экрана персонажа игрока может загрузить в Твиттере[6]. В игре говорится, что «Make My Sonic» была первой игрой MJSTUDIO о «Сонике» и была создана в 1996 году[4]. Студия явно хотела, чтобы он был совместим с несуществующим интернет-сервисом SegaNet, чтобы пользователи могли импортировать своего персонажа в поддерживаемые игры, полагая, что Соник будет работать в любом жанре[6].
- «Eggman Origin» — рудиментарная массовая многопользовательская ролевая онлайн-игра[3], предположительно созданная в 1997 году[7]. Изначально она отображается, как неиграбельная за пределами титульного экрана, поскольку запрашивает соединение с SegaNet[3]. Однако, открыв отдельный файл в папках каталога игры (Seganet .Exe) и используя «Make My Sonic» для создания аватара и «загрузки его в SegaNet», игрок сможет получить доступ к нетекстурированней карте, населенной несколькими двуногими существами в форме яйца и доктором Эггманом. Кормя Эггмана червями, выкопанными вокруг него по всей карте, он растёт. Как только игрок даёт Эггману определённое количество червей, он поднимается на пьедестал, символизирующий взрослую жизнь. Если игрок приближается к Эггману на вершине пьедестала, Эггман съест персонажа игрока. После этого игрок завершает игру и поднимается в небо, количество восхождений указывается на таблице лидеров[7].
- «Sonic Movie Maker» — приключенческая игра, в которой игроку нужно найти камеру и снять шестисекундный фильм, чтобы перейти к следующей сцене. Области, в которых снимается игрок, населены моделями персонажей Соника и других персонажей, таких как Тейлз, Шэдоу, Руж или Блейз, а также такие объекты, как шнурки, речевой пузырь, спрайты и кольца. Уровни в «Sonic Movie Maker» включают гараж, танцпол для выпускного вечера и больничную палату и содержат все более вуайеристические и фетишизирующие сценарии[3]. В игре говорится, что «Sonic Movie Maker» мог стать технологическим достижением, но был отменён в 1998 году, когда руководство Sega обнаружило его темное и сексуальное содержание. Как и в «Make My Sonic», видео, которое делает игрок, можно загружать в Твиттере[8]. Если игрок завершает игру «My Roommate Sonic», ему даётся бонусный уровень, на котором он может снимать место проведения этой игры[9].
- «My Roommate Sonic» — игра виртуальной реальности (VR), представленная с точки зрения от первого лица. Игрок сидит на диване рядом с Соником, а Эггман при помощи текстовых сообщений побуждает игрока проявить к нему романтический интерес. Если игрок выполняет все задания, которые ему назначает Эггман, Соник и игрок готовятся к поцелую, но зрачки Соника сливаются в черную дыру, которая засасывает персонажа игрока и его телефон. Затем игрок наблюдает за бегущим персонажем через искаженную зону Зеленых холмов и медленно превращается в гиперреалистичную безголовую версию Соника. Мини-игра также совместима с гарнитурой VR Oculus Rift[3][9]. Игра предполагает, что «My Roommate Sonic» был отменён в 1999 году, потому что он должен был использоваться с неизданной гарнитурой Sega VR[10].

## Разработка
«Sonic Dreams Collection» - игра для фанатов. Мы не обязательно высмеиваем фанатов, мы просто радуемся этими странностями. Поклонники «Соника» ненавидели это за это. Я ненавижу любой бренд, который использует антикорпоративный язык для продвижения корпорации.
«Sonic Dreams Collection» была разработана Arcane Kids, инди-игровым разработчиком, известным выпуском шутливых видеоигр, таких как "Bubsy 3D: Bubsy Visits the James Turrell Retrospective  (2013) и неизданные релизы «Pokémon Millennial» (2014). По словам дизайнера Бена Эспозито, команда разработчиков рассматривала игру как произведение искусства. Они задумали и разработали его, чтобы прославить и высмеять современный фэндом «Ёжик Соника», которая известна своими особенностями. В названии упоминаются имена «Соника» компиляции, например, «Sonic Mega Collection» (2002) и «Sonic Gems Collection» (2005).
Мини-игры в «Sonic Dreams Collection» были разработаны отдельно во время мероприятия «Sonic is My Boyfriend» в день святого Валентина на сайте обмена играми Glitch City; «Sonic Movie Maker», например, был создан бывшим сотрудником Electronic Arts Арджуном Пракашем. После этого Пракаш и два участника Arcane Kids решили объединить игры, которые они сделали («Sonic Movie Maker», «Make My Sonic» и «My Roommate Sonic»), чтобы сформировать «Sonic Dreams Collection». Разработка длилась ещё три месяца, в ходе еженедельных сессий на Glitch City с помощью других участников. Несмотря на его значительный вклад, Пракаш не получил большого признания за своё участие. Позже Arcane Kids извинились перед ним за это.
«Sonic Dreams Collection» был выпущен 10 августа 2015 года, как бесплатное ПО для компьютеров OS X и Windows на веб-сайте «hedgehog.exposed». Сайт содержал пресс-релиз, в котором Arcane Kids утверждали, что обнаружили содержимое игры в Dreamcast комплект для разработки программного обеспечения, который они купили на eBay в 2013 году, и выложили его в Интернет в знак протеста против Sega и её очевидных попыток сохранить своё существование в секрете. В пресс-релизе не утверждается, что «Sonic Dreams Collection» является пародийным произведением, и при этом не учитывается какая-либо принадлежность к Sega. Чтобы скачать игру, посетители должны ввести пароль «grandpa» (с англ. — «дедушка»).

## Критика и отзывы
«Sonic Dreams Collection» быстро привлекла внимание журналиста видеоигр своим абсурдным содержанием и намерением высмеять фэндом Соника. Через день после выпуска «VG247» назвал его «частью игровой истории». «Kill Screen» объявил эту игру 13-й лучшей игрой 2015 года, а «Geek.com» назвал её лучшей игрой года. «Kill Screen» написал, что, хотя и неуместно, «Sonic Dreams Collection» глубоко отдаёт дань уважения фэндому; «Geek.com» обнаружил, что игра взяла то, что было хорошо в «Bubsy 3D: Bubsy Visits the James Turrell Retrospective», и «расширила это великолепными способами». Эспозито сказал, что некоторые фанаты «Соника» были оскорблены данной игрой, потому что считали, что она высмеивает их.
Обобщение игры варьировалось от «шоу ужасов» («VG247») до «удивительно отполированного» («Destructoid»). «The Daily Dot» спросил, почему игра вообще существует, и написал, что она подняла странность фэндома «Соник» на новый уровень, и авторы через «Polygon» выразили обеспокоенность, что им не разрешили писать о его содержании. Узнав об этом, автор «Eurogamer» сказали, что, по его мнению, это был «достаточно невинный пост NeoGAF», который превратился в «нечто гораздо более зловещее.» «Eurogamer» и «Kotaku» были потеряны для слов при описании контента «Sonic Dreams Collection», а Kotaku описал весь опыт как преследующий. «VG247» не описал игру подробно, полагая, что читателям нужно сыграть в неё самим, чтобы понять. Они также не согласились с комментарием «The Daily Dot» об особенностях фэндома, заявив, что «Sonic Dreams Collection» «даже не соскребает с поверхности мест, куда ходят эти люди.» Помимо насмешек над фэндомом, «Engadget» обнаружил, что игра служила комментарием о состоянии франшизы «Соника» и её запятнанной репутации.
Журналисты охарактеризовали мини-игры «Sonic Dreams Collection» как тревожные и причудливые; «Destructoid» написала, что они варьируются от «жуткой сексуальной фан-услуги и пародии на „Соника“» до чего-то поистине кошмарного." Из мини-игр сценаристов больше всего заинтриговала мини-игра «Sonic Movie Maker». «PC Gamer» назвал это изюминкой игры, в то время как «Kotaku», «Polygon» и «Destructoid» остались в шоке от игры. «Polygon», который произвел пошаговое руководство для всех четырёх мини-игр — описал «Make My Sonic» как случайный, «Eggman Origin» как страшное, «Sonic Movie Maker» ужасающее, и «My Roommate Sonic» как «вывод вещей на новый уровень». Engadget писал, что игроки завершат «Sonic Dreams Collection» в считанные минуты, но они, скорее всего, вернутся, найдя его «сверхъестественным в воссоздании атмосферы грубого фан-арта и рубежа веков Sega». «Такое чувство, что Dreamcast откроет новую дивную эру для синего ежа и его друзей».